# Guillaume Driessens
Guillaume Driessens, né le 4 mai 1912 à Peutie en Belgique et mort le 15 juin 2006 à Vilvorde, est un coureur cycliste belge, professionnel de 1932 à 1936 devenu directeur sportif.

## Biographie
Il a été troisième au GP Stad  Vilvoorde en 1932. Il est surtout célèbre pour avoir travaillé auprès de Fausto Coppi, Rik Van Looy, Freddy Maertens et surtout Eddy Merckx dont il fut le directeur sportif chez Faema et Faemino entre 1968 et 1970.